# Tatiana Andrianova
Tatiana Valerjevna Andrianova (ryska: Татьяна Валерьевна Андрианова), född den 10 december 1979, är en rysk friidrottare (medeldistanslöpare). 
Andrianovas specialdistans är 800 meter. 2004 blev hon femma på inomhus VM och senare samma år blev hon även femma på OS i Athen. Vid VM i Helsingfors slutade Andrianova trea. 
Andrianova deltog vid Olympiska sommarspelen 2008 i Peking där hon slutade åtta på 800 meter.

## Personliga rekord
- 800 meter - 1.56,00
- 1 500 meter - 4.12,02